# Pétros Molyviátis
Petros G. Molyviatis (en grec moderne : Πέτρος Γ. Μολυβιάτης) (né à Chios 12 juin 1928 et mort le 4 mai 2025 né à Athènes) est un homme politique grec, membre du parti Nouvelle démocratie (ND) et plusieurs fois ministre des Affaires étrangères de la République hellénique.

## Biographie
Diplômé en droit de l'université nationale et capodistrienne d'Athènes, Pétros Molyviátis parle anglais et français.
Comme diplomate, il a servi au sein de la Délégation permanente de la Grèce aux Nations unies à New York et à l'OTAN à Bruxelles. Il a également servi dans les ambassades grecques de Moscou, Prétoria et Ankara.
De 1974 à 1980, il était conseiller diplomatique au cabinet du Premier ministre Constantin Caramanlis.
De 1980 à 1985, puis de 1990 à 1995, il a été secrétaire général à la Présidence de la République.
Élu député pour ND en 1996 et 2000.
Le 29 octobre 2004, il a fait partie des signataires de la Constitution pour l'Europe.
Il est nommé ministre des Affaires étrangères dans le gouvernement technique provisoire grec chargé d'expédier les affaires courantes entre le 17 mai et le 17 juin 2012.
Il est décédé le 4 mai 2025 dans un hôpital d'Athènes des suites de complications d'insuffisance respiratoire à l'âge de 96 ans.

## Décoration
- Grand-croix de l'ordre d'Isabelle la Catholique (1984)